# Hårklomossa
Hårklomossa (Dichelyma capillaceum) är en bladmossart som beskrevs av Myrin 1833. Hårklomossa ingår i släktet klomossor, och familjen Fontinalaceae. Enligt den finländska rödlistan är arten starkt hotad i Finland. Enligt den svenska rödlistan är arten nära hotad i Sverige. Arten förekommer i Götaland, Svealand och Nedre Norrland. Artens livsmiljö är bäckar. Inga underarter finns listade i Catalogue of Life.